# Actinodura nipalensis
La actinodura nepalesa (Actinodura nipalensis) es una especie de ave paseriforme de la familia Leiothrichidae propia del Himalaya.

## Distribución y hábitat
Se encuentra en el norte del subcontinente indio, principalmente en el centro y este del Himalaya, distribuido por Bután, norte de la India, Tíbet y Nepal. Sus hábitats naturales son los bosques subtropical.